# 제주도순환궤도
제주도순환궤도(濟州島循環軌道)는 제주특별자치도의 협재와 김녕을 잇던 사설 궤도 노선이다. 주로 화물을 운송하며 여객 영업도 했는데, 1931년에 폐선되어 현재는 존재하지 않는다.

## 개요
제주도순환궤도는 1927년 5월 16일 '야마모토 마사토시(山本政敏)'라는 사람이 자본금 당시 금액 250만원으로 출자해 '제주도순환궤도회사'를 만들어 부설 신청하여 건설된 철도이며, 당시 운행하던 철도는 수압궤도 형식이었다. 이러한 철도 부설계획은 당시 철도국 뿐만 아니라 일반 대중도 큰 관심을 보였는데, 조선우선회사(당시 우편선을 운행하던 회사)와 철도국에서 연계 계획을 생각할 정도였다. 또한 이러한 철도 부설은 제주도의 풍부한 해산물과 농축산물의 운송에 큰 도움을 줄 것으로 보았다. 당시 계획으로는 제주읍내를 기점으로 하여 성산포를 지나 해안을 따라 제주도 전체를 순환하는 길이 126리의 경편철도로 만들려고 하였다.
1928년 11월 5일부터 공사를 시작하여 1929년 9월 6일에 가영업을 시작하고 같은 해 11월 5일부터 본영업을 개시하였다.당시 운행할 때 사용한 객차는 흔히 '도로꼬'(トロッコ)라고 불리는 궤도화차를 이용하였다.
- 노선 연장 : 총 57.0km(1931년 폐선 당시)[5]
  - 제주 ~ 김녕 23.9km
  - 제주 ~ 협재 31.8km
  - 제주 ~ 제주읍내 지선 1.3km
  - 미개통구간(김녕 ~ 협재) 136.1km
- 궤간 : 610mm (협궤)
- 역 수 : 7
- 전철화 구간 : 없음
- 건설 비용 : 75만원 (당시 금액)

## 역사
- 1927년 5월 : 부설 신청
- 1928년 11월 : 공사 시작[3]
- 1929년 9월 : 완공
- 1929년 9월 6일 : 가영업 시작[4][6]
- 1929년 11월 5일 : 영업 시작[4]
- 일자 불명 : 제주읍내지선 1.3km 개통
- 1931년 9월 16일 : 폐지[5]

## 노선
1929년 9월 6일 기준으로, 영업거리의 단위는 마일이다. 조선총독부 관보에는 주요 정류장만 기재되어 있으므로 실제로는 더 많은 정류장이 있었을 것으로 보인다.
- 제주 ~ 김녕 구간

| 역명 | 한자 역명 | 역간거리 | 영업거리 | 접속 노선              |
| ---- | --------- | -------- | -------- | ---------------------- |
| 제주 | 濟州      | 0.0      | 0.0      | 협재 방면 제주읍내지선 |
| 조천 | 朝天      | 7.4      | 7.4      |                        |
| 김녕 | 金寧      | 7.4      | 14.8     |                        |

- 제주 ~ 협재 구간

| 역명 | 한자 역명 | 역간거리 | 영업거리 | 접속 노선              |
| ---- | --------- | -------- | -------- | ---------------------- |
| 제주 | 濟州      | 0.0      | 0.0      | 김녕 방면 제주읍내지선 |
| 사수 | 沙水      | 2.3      | 2.3      |                        |
| 애월 | 涯月      | 10.4     | 12.7     |                        |
| 한림 | 翰林      | 5.4      | 18.1     |                        |
| 협재 | 挾才      | 1.6      | 19.7     |                        |

## 같이 보기
- 궤도 (교통)